# 视频编辑
视频编辑是把摄影机摄录下来的影像，再在相关设备上使用线性编辑或非线性编辑的方法进行剪辑，然后输出符合主导者要求的视频的过程。

## 基本概念
视频编辑目前分为线性编辑和非线性编辑。

### 线性编辑
使用一台播放录像机，一台录制录像机，按照录像机原先拍摄的顺序，进行编辑的过程称为线性编辑。其特点是：
1. 多次编辑后，视频图像质量损失严重。
2. 只能按时间顺序进行编辑。
3. 如要改变画面的顺序，必须采用复制、粘贴。
4. 又称有损编辑。

### 非线性编辑
1. 无论多少次编辑，视频图像质量几乎不损失。
2. 能按时间顺序任意进行编辑。
3. 可以改变画面的先后顺序，不受限制。
4. 又称无损编辑。